# Arthur Damude
Pour les articles homonymes, voir Damude.
Arthur Byron Damude (15 octobre 1889-15 septembre 1941) est un homme politique canadien de l'Ontario. Il est député fédéral libéral de la circonscription ontarienne de Welland de 1935 à 1941.

## Biographie
Né à Thorold Township en Ontario, Damude entame une carrière d'agent d'assurances et sert comme préfet de Fonthill (en) de 1923 à 1929.
En il tente sans succès d'être élu à la législature ontarienne en 1929 dans Lincoln.
Élu sur la scène fédérale dans Welland en 1935 après une tentative infructueuse en 1930, il est réélu en 1940. Damude meurt en fonction de complication dues à l'asthme à son domicile de Fonthill.